# West Side Story
West Side Story è un musical con libretto di Arthur Laurents, parole di Stephen Sondheim e musiche di Leonard Bernstein, liberamente tratto dalla tragedia di William Shakespeare Romeo e Giulietta.
Ambientato nell'Upper West Side della New York della metà degli anni cinquanta, West Side Story racconta delle rivalità tra due bande di adolescenti: gli Sharks, composta da immigrati portoricani, e i Jets, una gang di ragazzi bianchi. In questo clima di odio e intolleranza, Tony, un ex Jets e miglior amico del loro capo, Riff, si innamora di Maria, la sorella di Bernardo, il leader degli Sharks. Il musical si svolge negli ultimi anni prima che un forte fenomeno di rigenerazione urbana (o, secondo alcuni, di gentrificazione) nei primi anni sessanta cambiasse radicalmente la zona da quartiere multietnico e popolare a raffinato quartiere residenziale, sorto intorno al Lincoln Center. Con le sue tematiche complesse, la musica sofisticata, l'interesse per questioni sociali e razziali e le lunghe sequenze danzate, West Side Story segnò un punto di svolta nel teatro musicale e completò la transizione cominciata da Rodgers e Hammerstein nel trasformare il musical in un genere capace di affrontare problemi rilevanti e non solo di puro intrattenimento. Le musiche firmate da Bernstein includono capolavori del genere come Somewhere, Maria, Tonight, America, I Feel Pretty e Something's Coming.
La produzione originale, diretta e coreografata da Jerome Robbins, prodotta da Robert E. Griffith e Harold Prince, fu un grande successo di critica e pubblico, vinse tre Tony Award e rimase in scena a Broadway per 732 repliche, prima di imbarcarsi in un lungo tour statunitense. L'anno successivo, il musical esordì a Londra, dove rimase in scena all'Her Majesty's Theatre per 1038 repliche, surclassando anche il successo della prima newyorchese. Da allora il musical ha goduto di un grande successo sulle scene londinesi e di Broadway, sulle quali West Side Story è tornato in acclamati e numerosi revival, ma anche in produzioni internazionali in Germania, Italia, Perù, Australia, Giappone, Paesi scandinavi, Messico, Israele, Hong Kong, Canada e altri ancora.
Il successo iniziale fu consolidato dall'omonimo film diretto da Robbins e Robert Wise e interpretato da Natalie Wood, Richard Beymer, Rita Moreno, George Chakiris e Russ Tamblyn. Candidato a undici Oscar, il film ne vinse dieci, tra cui quello al miglior film. Nel 2021 un nuovo adattamento cinematografico diretto da Steven Spielberg ha commemorato il sessantesimo anniversario del film co-diretto da Robbins e Wise; il remake è interpretato da Ansel Elgort, Rachel Zegler, Ariana DeBose e Rita Moreno, che per il film originale aveva vinto l'Oscar alla miglior attrice non protagonista.

## Trama

### Primo atto

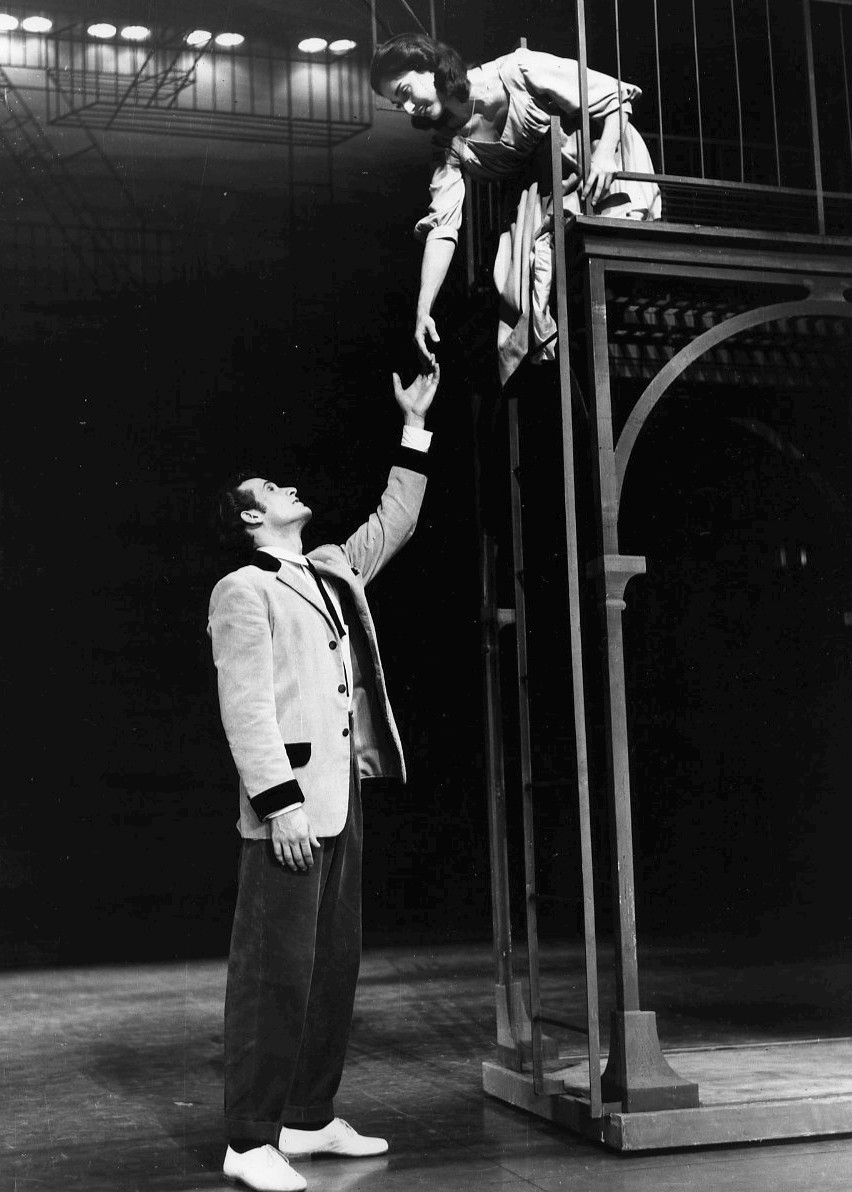
Larry Kert (Tony) e Carol Lawrence (Maria) cantano Tonight nella scena del balcone

Due bande rivali di adolescenti, i Jets (bianchi) e gli Sharks (immigrati portoricani) si contendono il dominio delle strade dell'Upper West Side di New York (Prologue). Le bande sono messe in riga dai poliziotti Krupke e Schrank, che mettono in fuga gli Sharks, mentre i Jets si interrogano su come conservare l'egemonia del quartiere. Riff, il capo dei Jets suggerisce di scatenare una zuffa con Bernardo, il capo degli Sharks, al ballo che terranno quella sera e propone di far venire anche Tony, il cofondatore dei Jets. Alcuni membri del gruppo dubitano della lealtà di Tony, che non si fa vedere in giro da un po', ma Riff rigetta le insinuazioni perché sa che il ragazzo sarà sempre uno dei loro (Jet Song). Riff va a trovare l'amico nella drogheria di Doc, dove Tony lavora, e lo invita al ballo: il ragazzo inizialmente è dubbioso, ma accetta perché sente che il futuro ha in serbo qualcosa per lui (Something's Coming). Intanto Maria, la sorella di Bernardo appena arrivata da Porto Rico per le sue nozze combinate con Chino, lavora al negozio di abiti da sposa con Anita, la fidanzata del fratello. Maria confida alla "cognata" di non essere innamorata di Chino, mentre Anita le prepara un vestito per il ballo di quella sera.
Quella sera alla festa gli adolescenti arrivano e si presentano; intanto sale la tensione che si scatena in una gara di ballo tra le due bande (Dance at the Gym). Tony e Maria, che non partecipano alla gara, si notano dalle parti opposte della sala da ballo, si avvicinano, danzano e si innamorano. Bernardo, accorgendosi che la sorella balla con uno dei Jets, la manda a casa e Tony la segue di nascosto. Riff e Bernardo si accordano di incontrarsi alla drogheria di Doc (considerata zona neutrale) l'indomani per un consiglio di guerra. Arrivato sotto la finestra di Maria, Tony canta il suo amore (Maria). Maria esce sulle scale antincendio e i due ragazzi confessano i reciproci sentimenti e si giurano amore (Tonight). Intanto, al ballo, Anita, Rosalia e le ragazze Sharks parlano della loro terra d'origine: a Rosalia manca Porto Rico, mentre Anita preferisce nettamente l'America (America). La sera stessa, i Jets si innervosiscono per il ritardo degli Sharks alla drogheria, ma Riff li esorta a mantenere la calma (Cool). Gli Sharks alla fine arrivano e le due bande si mettono d'accordo sulle armi da usare nella lotta: Tony suggerisce di usare solo i pugni, una proposta che infastidisce le bande ma trova il consenso dei rispettivi capi. Bernardo crede di dover combattere contro Tony, ma scopre di doversi accontentare di Riff. Intanto Tony rivela a Doc i suoi sentimenti per Maria, l'uomo ha un cattivo presentimento, ma il ragazzo è troppo innamorato per sentire ragioni.
La mattina dopo tutti notano la gioia di Maria in negozio, dato che la ragazza è elettrizzata dalla prospettiva di rivedere Tony quella sera. La sua felicità si guasta quando Anita le rivela della lotta che si terrà a breve; quando Tony alla fine arriva, Maria lo supplica di non lottare e il ragazzo accetta. I due si distraggono fantasticando di sposarsi (One Hand, One Heart). Tony, Maria, Anita, Bernardo, Riff e le due bande si preparano per la serata (Tonight Quintet). I Jets e gli Sharks si incontrano nel luogo stabilito, dove Bernardo e Diesel cominciano a lottare. Tony interviene per sedare la rissa ma Bernardo lo sbeffeggia e lo spintona; Riff allora sferra un pugno a Bernardo in difesa dell'amico. I due capi cominciano allora a combattersi con il coltello e, nel tentativo di separarli, Tony permette inavvertitamente a Bernardo di ferire mortalmente Riff. Sconvolto dalla rabbia, Tony uccide Bernardo e le due bande cominciano a picchiarsi selvaggiamente e senza regole. Le sirene della polizia mettono in fuga tutti tranne Tony, che rimane immobile davanti al cadavere del fratello della fidanzata. Solo l'arrivo del maschiaccio Anybodys, che da tempo chiede di entrare a far parte dei Jets, riporta Tony alla realtà e i due fuggono, lasciando a terra i corpi di Riff e Bernardo.

### Secondo atto
Ignara di quanto sia accaduto, Maria canta la sua felicità alle amiche Rosalia, Consuelo, Teresita e Francisca (I Feel Pretty). Poco dopo irrompe nella stanza Chino, con la notizia che Tony ha ucciso Bernardo. Maria fugge dalla stanza pregando che Chino abbia mentito, ma capisce che non è così. Quando Tony arriva, Maria lo colpisce ma non riesce tuttavia a smettere di amarlo. I due si riappacificano e, mentre le pareti intorno a loro scompaiono, gli innamorati sognano un mondo in cui poter stare in pace (Somewhere).
L'agente Krupke intanto ha fermato A-Rab e Baby John, due Jets, ma i ragazzi riescono a scappare e a ricongiungersi al resto del branco. Per tirarsi su di morale, i Jets deridono Krumpke e gli altri adulti che non riescono a capirli ("Gee, Officer Krupke"). Anybodys arriva tutta trafelata con la notizia che Chino sta cercando Tony e ha una pistola. I Jets si dividono per trovare l'amico e metterlo in salvo; Action, diventato il capo dei Jets, ammette Anybodys nel gruppo. Intanto Anita, addolorata per la morte di Bernardo, arriva a casa di Maria e la vede insieme a Tony; prima di andarsene, Tony dice all'amata di raggiungerlo alla drogheria, così da poter fuggire insieme. Anita si infuria con la ragazza e la mette in guardia da lui (A Boy Like That), ma Maria lo difende perché troppo innamorata per lasciarlo (I Have a Love). Anita capisce che Maria ama Tony tanto quanto lei amava Bernardo e le rivela che Chino sta cercando Tony per ucciderlo. Il tenente Schrank arriva per interrogare Maria sulla morte del fratello e Anita accetta di correre alla drogheria per informare Tony del pericolo.
Intanto i Jets hanno trovato Tony e lo hanno portato da Doc, dove arriva anche Anita. I ragazzi la insultano con epiteti razzisti e fanno anche finta di provare a stuprarla. Doc salva la ragazza, ma Anita, furiosa, si vendica dando loro una notizia falsa: dice a Doc che Chino ha sparato a Maria e se ne va. Tony intanto è nel retrobottega, dove sogna una vita serena in campagna con Maria e con dei figli. Doc gli dà la notizia e Tony, sconvolto, esce a cercare Chino: sente di non avere più nulla per cui vivere e vuole che Chino uccida anche lui. Appena uscito dalla drogheria, Tony vede Maria, ma prima che i due possano riabbracciarsi Chino gli spara. Tony muore tra le braccia di Maria, circondata dai Jets, dagli Sharks e dagli adulti accorsi allo sparo. La violenza sta per scoppiare tra le due bande, ma Maria prende la pistola di Chino e minaccia di fare fuoco: accusa entrambe le bande di aver ucciso Tony e si professa capace di uccidere, dato che ora l'odio è stato insegnato anche a lei.
Tuttavia, pur sconvolta dal dolore, la ragazza non spara e lascia cadere la pistola. Gli Sharks e i Jets si riappacificano sul corpo di Tony e lo portano via in processione, seguiti da Maria (Finale).

## Personaggi
Jets
- Tony, cofondatore ed ex membro dei Jets, innamorato di Maria
- Riff, capo dei Jets, miglior amico di Tony
- Diesel, braccio destro di Riff
- Action, il Jet attaccabrighe
- Baby John, il più giovane del gruppo
- A-Rab, il miglior amico di Baby John
- Snowboy, il Jet burlone
- Tiger
- Joyboy
- Big Deal
- Mouthpiece

Ragazze Jets
- Anybodys, un maschiaccio
- Graziella, ragazza di Riff
- Velma, ragazza di Diesel

Sharks
- Bernardo, capo degli Sharks
- Chino, miglior amico di Bernardo
- Pepe, braccio destro di Bernardo
- Indio, miglior amico di Pepe
- Juano
- Loco
- Rocco
- Luis
- Toro
- Del Campo
- Chile

Ragazze Sharks
- Maria, sorella di Bernardo, innamorata di Tony
- Anita, ragazza di Bernardo
- Consuelo, ragazza di Pepe
- Rosalia, ragazza di Indio
- Francisca, ragazza di Toro

Adulti
- Doc, proprietario di un locale e datore di lavoro di Tony
- Schrank, tenente di polizia
- Krupke, ufficiale di polizia

## Numeri musicali

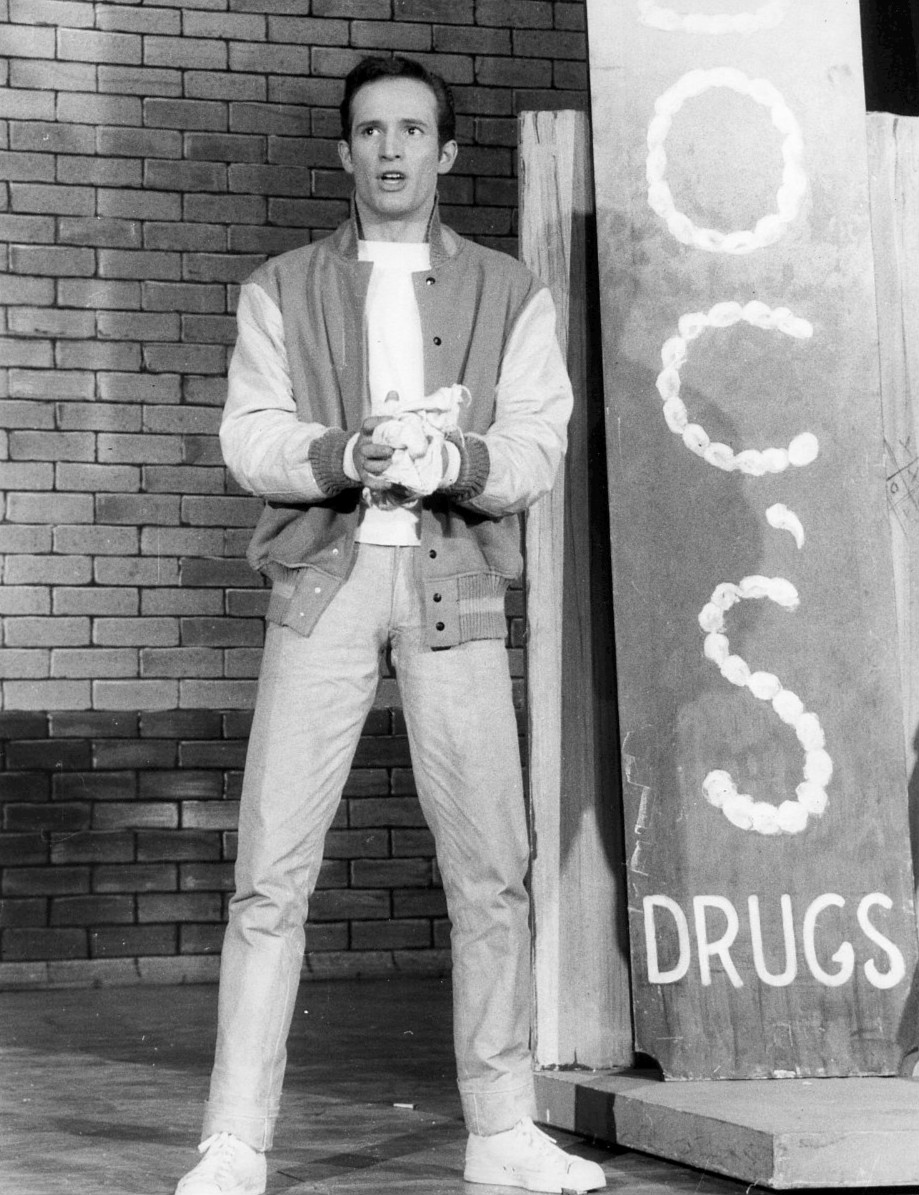
Larry Kert (Tony) canta Maria nella produzione originale di Broadway (1957)

Atto I
- Prologue
- Jet Song
- Something's Coming
- The Dance at the Gym
- Maria
- The Balcony Scene (Tonight)
- America
- Cool
- One Hand, One Heart
- Tonight (Quintetto)
- The Rumble

Atto II
- I Feel Pretty
- Somewhere (Dream Ballet)
- Gee, Officer Krupke
- A Boy Like That
- I Have a Love
- Finale

## Origini

### Genesi dell'opera
La storia della genesi di West Side Story iniziò verso la fine degli anni quaranta, quando il ballerino e coreografo Jerome Robbins cominciò a elaborare una rappresentazione più moderna del dramma shakespeariano di Romeo e Giulietta, con cui si era già misurato in varie lezioni di recitazione e spettacoli. L'idea prese dei contorni sempre più definiti, fino a che nel gennaio 1949 Robbins contattò Leonard Bernstein e Arthur Laurents per proporre loro di collaborare alla stesura di un adattamento in forma di musical di Romeo e Giulietta. Il progetto originale prevedeva una storia ambientata nella New York contemporanea, nel Lower East Side, durante il periodo della Pasqua ebraica; al posto della faida fra Montecchi e Capuleti vi sarebbero stati i contrasti religiosi tra cattolici ed ebrei, con la protagonista femminile che era una sopravvissuta alla Shoah recentemente trasferitasi negli Stati Uniti.
Bernstein era un compositore e direttore d'orchestra che aveva già raggiunto una discreta fama a Broadway e aveva collaborato con Robbins alla musica di alcuni suoi balletti precedenti, e Laurents un librettista amico di lunga data di Robbins che si era distinto per la pièce teatrale Home of the Brave, in cui aveva già affrontato con successo le tematiche dell'antisemitismo e del pregiudizio. Altri due elementi che li accomunavano, e che probabilmente influenzarono la scelta del soggetto e le tematiche dell'opera, erano il fatto che tutti e tre fossero di origini ebree e omosessuali o comunque bisessuali. I due furono subito entusiasti del progetto e della possibilità di lavorare assieme. Laurents era soprattutto interessato a scrivere il suo primo musical, mentre Bernstein vi intravedeva la possibilità di realizzare il suo sogno a lungo covato: ovvero comporre una grande opera lirica, accessibile al grande pubblico e tutta americana. Infine i tre si accordarono sulla definizione programmatica di lyric theater ("teatro lirico"), ovvero una rappresentazione ambiziosa e innovativa che avrebbe narrato una storia tragica in forma musicale, senza però sfociare nella commedia musicale leggera (musical comedy) o nell'opera.
Laurents iniziò subito una prima stesura del libretto, intitolato East Side Story, e già ad aprile aveva scritto le prime quattro scene e le aveva inviate a Bernstein, il quale realizzò alcuni bozzetti musicali. Tuttavia il progetto si arenò quando i tre artisti notarono come le tensioni tra cattolici ed ebrei non fossero più un tema così attuale nella New York del dopoguerra e un'eccessiva somiglianza del soggetto con la popolare commedia degli anni venti Abie's Irish Rose, che pure trattava di un amore osteggiato tra una cattolica e un ebreo. Inoltre, il fatto che Robbins risiedeva all'epoca a New York, Laurents a Hollywood, e Bernstein era spesso in tour per i suoi impegni da direttore d'orchestra, rese difficoltosa la collaborazione. Impegnati in altri lavori, Laurents e Bernstein abbandonarono quindi il progetto, che fu accantonato anche da Robbins.
Sei anni dopo, nel 1955, l'impresario Martin Gabel affidò a Laurents la sceneggiatura per una riduzione teatrale del romanzo di James M. Cain Serenade. Per il lavoro Laurents pensò di ingaggiare Bernstein e Robbins, il quale tuttavia declinò, affermando che se i tre dovevano tornare a collaborare dovevano farlo riprendendo in mano l'idea più promettente di Romeo e Giulietta. L'argomento convinse gli altri due, ma Laurents in particolare avvertiva ancora tutti i limiti della storia così come originariamente concepita. Poche settimane più tardi Bernstein e Laurents, che per coincidenza erano entrambi impegnati a Hollywood, si incontrarono in un hotel a Beverly Hills e, parlando del più e del meno e commentando le notizie dei giornali, discussero anche di East Side Story e del fenomeno particolarmente attuale della delinquenza minorile e dei conflitti etnici tra bande rivali nelle strade di Los Angeles. Questo evento fu la scintilla definitiva che diede il via al progetto, in quanto i due si resero immediatamente conto che tali temi e ambientazioni potevano essere efficacemente inseriti in East Side Story. Tutti i pezzi sembrarono andare al loro posto: Bernstein era entusiasta dell'idea di poter utilizzare dei ritmi latini per accompagnare una storia multiculturale, mentre Laurents era convinto di poter trarre qualcosa di promettente dal conflitto tra gang giovanili, che venne poi trasposto nella a loro più familiare New York, nel multietnico quartiere di Upper West Side, tra le comunità di bianchi e portoricani.
(Arthur Laurents)
(Leonard Bernstein)
Anche Robbins fu subito entusiasta dell'idea, e in autunno, quando tutti e tre ritornarono a New York, iniziarono a mettersi seriamente al lavoro all'opera, ora rinominata West Side Story. L'intenzione originale di Bernstein era di comporre sia le musiche sia i testi delle canzoni, ma ben presto si rese conto che il doppio impegno era troppo gravoso per via dell'elevata quantità di musica da scrivere, e che era quindi necessario un paroliere. Bernstein e Robbins pensarono di ingaggiare Betty Comden e Adolph Green, ma dopo alcuni incontri preliminari non lo reputarono il progetto adatto a loro e decisero di dedicarsi ad altri impegni. Fu allora che Laurents propose il ruolo a Stephen Sondheim, un paroliere e compositore allora venticinquenne ma di grande talento che aveva conosciuto qualche tempo prima come possibile collaboratore per Serenade e in cui si imbatté casualmente una sera a teatro. Sondheim era riluttante ad accettare l'offerta, in quanto si limitava a un posto da co-paroliere al fianco di Bernstein, e la sua intenzione era di concentrarsi invece sulla sua carriera come compositore per arrivare a firmare un musical tutto suo prima dei trent'anni. Tuttavia il suo mentore Oscar Hammerstein II lo convinse che avrebbe potuto trarre una proficua esperienza da quella collaborazione, e quindi finì per unirsi al team, che era ora al completo.

### Composizione
La creazione del musical fu il risultato di una stretta collaborazione tra i quattro autori, che passò anche da frequenti diversità di vedute e compromessi che finirono per arricchire e bilanciare l'opera. Laurents riassunse così il processo di composizione:
(Arthur Laurents)
Laurents divise la sceneggiatura in due atti e tratteggiò per prima cosa una breve bozza del libretto da usare come canovaccio di lavoro. La storia aderiva fedelmente alla tragedia shakespeariana, «ma con alcuni tagli e modifiche per adattarsi ai tempi correnti e alla diversa ambientazione, e per far sì che la narrazione venisse portata avanti per quanto possibile tramite le canzoni e/o i balli». Romeo e Giulietta divennero Tony (nelle prime bozze Tonio), un ragazzo americano di origini polacche, e Maria, una giovane portoricana. Le fazioni antagoniste cambiarono da Montecchi e Capuleti alle due bande rivali dei Jets, bianchi americani, e degli Sharks, immigrati portoricani, in lotta per il predominio nel quartiere.
Le principali deviazioni di Laurents dal materiale originale riguardarono l'eliminazione del personaggio di Rosalina, il primo interesse amoroso di Romeo, in quanto la sua presenza rendeva il successivo innamoramento del protagonista per Giulietta poco plausibile e lo caratterizzava come un personaggio immaturo. Furono inoltre rimossi i genitori di Giulietta/Maria, che vennero mantenuti solo come voci fuori campo, in quanto la storia si concentrava ora su contrasti tra bande e non su faide familiari. L'idea dello stratagemma della finta morte, con del sonnifero invece che con del veleno come in Shakespeare, venne scartata. Al suo posto Laurents inserì come motivo del mancato recapito della notizia dello stato di Giulietta/Maria a Romeo/Tony i maltrattamenti subiti da Anita per mano dei Jets, motivo che la spinge per rabbia a inventare la bugia che Maria è stata uccisa da Chino. Il duplice suicidio con cui termina Romeo e Giulietta fu inizialmente mantenuto, pur generando delle difficoltà al gruppo nello svolgimento degli eventi e nel posizionamento dei brani musicali. Fu infine Richard Rodgers a suggerire di lasciare Maria in vita, affermando: «È morta comunque, dopo tutto quello che le è capitato». Laurents trovò questo finale più incisivo, in quanto forniva un'ulteriore caratterizzazione al personaggio di Maria, come «troppo forte per uccidersi per amore», così il musical si conclude con Maria che piange sul corpo di Tony e che poi si accoda al corteo funebre.
Questa sceneggiatura mutò e si cristallizzò nel corso di otto riscritture successive del libretto, la prima delle quali avvenne nel gennaio 1956 e l'ultima il 19 luglio 1957, nel bel mezzo delle prove. Nell'ottica di rendere l'opera un connubio senza prevalenza né soluzione di continuità tra recitazione, musica e ballo, Laurents mantenne la sceneggiatura sintetica ed essenziale, in modo da introdurre rapidamente e poi dare spazio alle scene cantate e ballate. Ciò fece di West Side Story uno dei libretti più brevi mai apparsi a Broadway. Nello scrivere i dialoghi Laurents dovette affrontare diversi problemi nella resa del linguaggio da strada che i personaggi avrebbero dovuto utilizzare. L'idioma colorito e volgare delle bande era impensabile per un musical di Broadway e quindi lo scrittore si concentrò sul creare uno stile che apparisse scurrile senza esserlo per davvero e senza ripiegare troppo su termini ed espressioni allora in voga, che sarebbero probabilmente risultati datati al momento dell'uscita del musical.

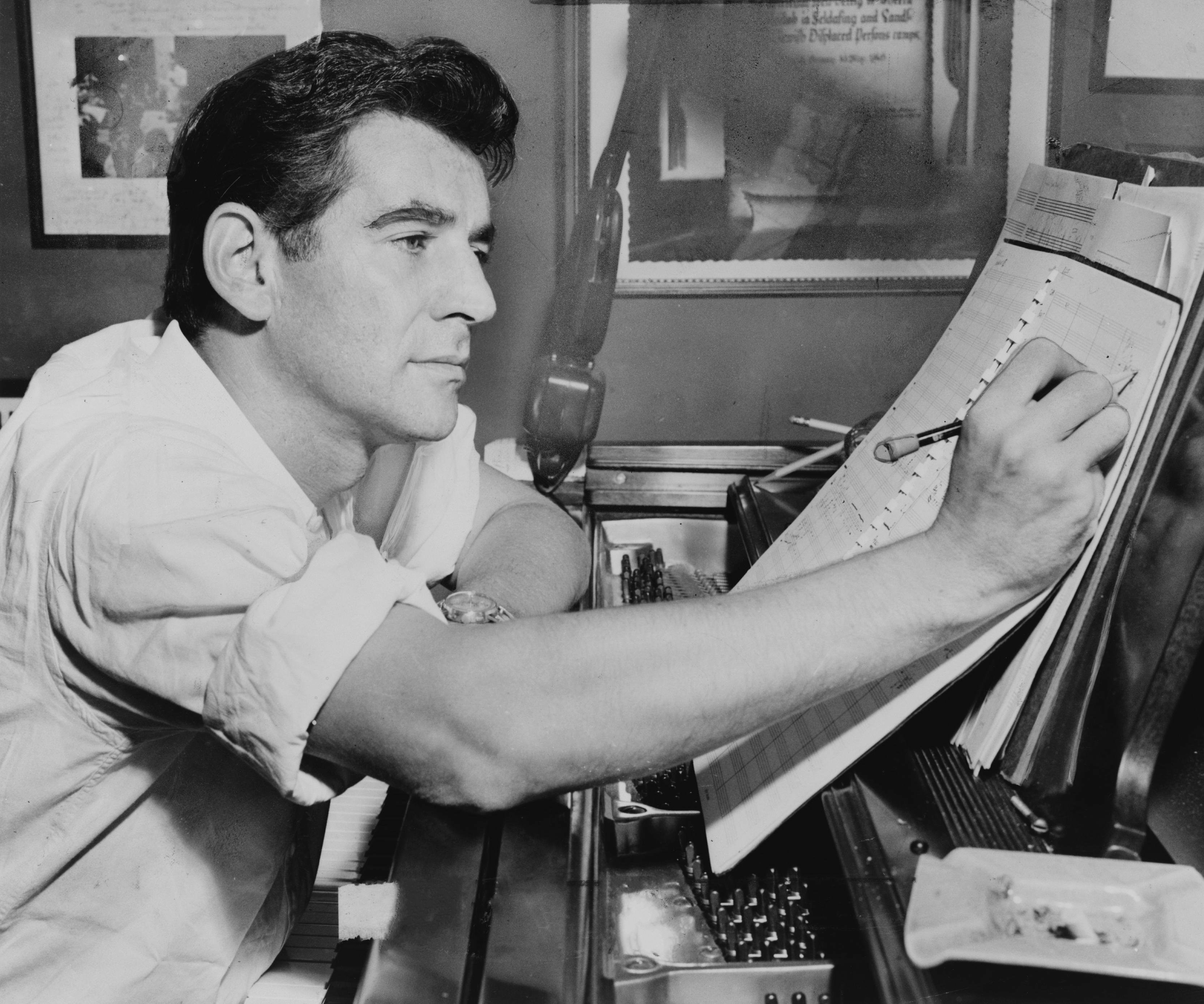
Leonard Bernstein che compone nel 1955

Mentre Laurents scriveva e rielaborava la sceneggiatura, Bernstein e Sondheim si occuparono della musica e dei testi. Somewhere, che proveniva da appunti abbozzati e mai completati di Bernstein, e Maria, concepita in nuce già per East Side Story, furono le prime musiche a essere composte. America derivava invece da una melodia scritta nel 1941 per il progetto di un balletto cubano intitolato Conch Town. Dal momento che Bernstein stava componendo l'operetta Candide contemporaneamente a West Side Story, alcune musiche scritte per la prima opera finirono nella seconda e viceversa: la melodia di One Hand, One Hard e quella di Gee, Officer Krupke erano infatti state composte per Candide, ma divennero parte integrante della colonna sonora di West Side Story. Il processo creativo musicale venne descritto come agevole, particolarmente ispirato, con le musiche composte di getto. L'eccezione fu la scena finale, in cui Maria impugna la pistola e pronuncia il suo discorso ai Jets e agli Sharks, e per la quale Laurents aveva solamente abbozzato dei dialoghi da mettere poi in musica; ma per quanti tentativi facesse Bernstein non fu in grado di trovare un arrangiamento che lo soddisfacesse, quindi l'aria finale non fu mai composta e il musical si conclude con il solo monologo e la musica orchestrale.
Quando Sondheim si unì al gruppo Bernstein aveva già scritto alcuni brani e le relative liriche. Bernstein era entusiasta del fatto che Sondheim fosse anche compositore, in quanto potevano capirsi subito a livello musicale. Il loro metodo di lavoro tuttavia era parecchio diverso, mentre Bernstein era in grado di lanciarsi nella scrittura delle partiture anche sulla base di semplici bozzetti, Sondheim attendeva che Laurents completasse una scena intera prima di dedicarsi alla scrittura dei testi, in quanto doveva conoscere nel dettaglio il contesto, i dialoghi, gli interpreti e il loro registro prima di comporre testi ad hoc. I due musicisti ritennero anche utile prelevare intere parti di dialogo dal libretto per trasformarle in liriche musicali, una pratica che lo stesso Laurents incoraggiò.
Quella tra Bernstein e Sondheim fu una stretta e felice collaborazione, che, come ebbe modo di dire Bernstein, si articolò nei metodi di lavoro più disparati: «insieme, separati, a volte con la musica prima (Cool e Gee, Officer Krupke), a volte con le liriche prima (A Boy Like That)». Ben presto risultò però evidente che la loro idea di lirismo poetico era antitetica: Bernstein istintivamente si orientava su composizioni floride, elaborate e sentimentali, che facevano abbondante uso di immagini e di metafore, mentre Sondheim era dell'avviso che era necessario mantenere i testi semplici perché cantati da ragazzi o da portoricani non così fluenti in inglese, e dovevano pertanto rispettare il loro registro e immaginario. Per questo motivo Sondheim riscrisse anche gran parte del materiale già prodotto da Bernstein. Sebbene il suo lavoro fosse stato lodato dai colleghi e in seguito dal pubblico e dalla critica, Sondheim non fece mai mistero dei sentimenti di ambivalenza nei confronti dei suoi contributi a West Side Story, affermando che alcune inclinazioni verso lo stile di Bernstein erano state fatte perché si sentiva ancora troppo insicuro e non voleva contraddire il collega più affermato, mentre i risultati per lui migliori erano venuti con testi composti verso la fine della collaborazione (Something's Coming, Gee, Officer Krupke, A Boy Like That) nei quali aveva preso un po' più di confidenza. Altre divergenze che Sondheim ebbe con i colleghi riguardarono i testi di alcune canzoni, come I Feel Pretty o alcuni passaggi di Tonight, che avrebbe voluto riscrivere perché li riteneva troppo arguti, sofisticati e sentimentali per i personaggi, ma che gli altri preferirono mantenere così.
L'ordine e il contenuto dei numeri musicali furono interessati dai maggiori cambiamenti, dovuti alla natura dell'opera collettiva e alle diversità di vedute, compromessi e ripensamenti degli autori. Sondheim e Laurents obiettarono sull'inclusione di I Feel Pretty, che avvertivano come inadatta allo stile del musical, ma che il pubblico dimostrò poi di gradire moltissimo. Originariamente Bernstein e Sondheim avevano pensato a One Hand, One Hard per la scena del balcone, ma Laurents e Hammerstein ritenevano che il brano fosse troppo casto per due giovani innamorati ardenti di passione, quindi i due musicisti crearono Tonight riciclando della musica e del testo dal Quintetto Tonight, e One Hand venne spostato alla scena del matrimonio. Molto dibattuta fu l'inclusione di Gee, Officer Krupke, che Laurents credeva necessaria nel secondo atto come «momento di sollievo comico, che, stemperando la tensione, avrebbe aumentato l'impatto della tragedia successiva», e citando usi analoghi da parte di Shakespeare. Sondheim in particolare riteneva il brano fuori contesto nel secondo atto e suggerì di scambiarlo con Cool, una scelta che venne fatta da Robbins nel film del 1961 ma che a posteriori sia Sondheim sia Laurents definirono peggiore dell'originale.
Molte di queste modifiche vennero effettuate durante le prove, quando mettendo effettivamente in scena il musical ci si rese conto che erano necessari degli interventi per garantire il flusso teatrale dell'opera. La prima scena ad esempio era stata concepita fino a quel punto come un'introduzione dei Jets nel loro circolo con un complesso susseguirsi di dialoghi e canto; il risultato non era però quello sperato, e così Robbins la sostituì con un prologo solamente orchestrato e ballato, che presentasse i Jets in forma più immediata ed espressiva, e che divenne uno dei momenti più iconici e apprezzati del musical. Parti della musica confluirono comunque nel prologo e in The Dance at the Gym. Si rese così necessaria la composizione di un nuovo brano per i Jets, che passò per le proposte Mix! e This Turf Is Ours prima di assestarsi definitivamente su Jet Song. Similmente Bernstein, Laurents e Sondheim avevano collocato il Quintetto Tonight prima della scena del matrimonio, perché a livello di sceneggiatura era più logico che Tony non si sarebbe più voluto battere dopo essersi unito in finte nozze con Maria, ma Robbin insistette per posizionarlo dopo e, dopo aver provato entrambe le soluzioni, i tre furono effettivamente d'accordo con lui che la rappresentazione fluiva meglio così.
Altro brano che mutò sostanzialmente nel corso della produzione fu America, che era stato inizialmente composto da Sondheim come battibecco tra Bernardo e Anita, in modo da approfondire il loro rapporto, con un testo e un formato poi utilizzato nel film, ma che su richiesta di Robbins venne modificato in un diverbio tra Anita e Rosalia, una ragazza degli Sharks, in modo tale da offrirgli la possibilità per un balletto tutto al femminile. Sul finire Robbins lamentò l'assenza di un brano allegro nel primo atto, così Bernstein e Sondheim crearono Like Everybody Else, che doveva essere cantata dai tre membri dei Jets A-rab, Baby John e Anybodys. Pur ritenendolo brillante, Laurents temeva che l'aggiunta avrebbe fatto pendere la composizione verso una commedia musicale, che invece volevano assolutamente evitare, così il brano non venne mai inserito. Infine gli autori notarono che Tony, in quanto protagonista, aveva bisogno di una maggiore caratterizzazione prima della scena del ballo, e quindi idearono Something's Coming musicando e adattando nel corso di un solo giorno un monologo già scritto da Laurents per la sceneggiatura.
La creazione del musical richiese un anno e mezzo, ma non fu continuativa. Nel corso del 1956 e del 1957, infatti, gli autori dovettero a turno interrompere il lavoro per dedicarsi ad altri impegni contrattuali: Robbins diresse e coreografò il musical Bells Are Ringing, l'operetta di Bernstein Candide esordì a Broadway, e la pièce di Laurents A Clearing in the Woods ebbe la sua prima. Durante questo periodo Cheryl Crawford e Roger L. Stevens avevano opzionato il musical come produttori, ma ebbero difficoltà a trovare altri investitori, dal momento che tutti giudicavano West Side Story come troppo impegnato, lugubre e incommerciabile per un musical di Broadway:
(Jerome Robbins)
(Leonard Bernstein)
Crawford espresse insoddisfazione per il libretto e per la musica tramite dei promemoria inviati ai quattro autori, in cui a turno criticava il lavoro degli altri come causa delle debolezze dell'opera. Infine nella primavera del 1957, a sole sei settimane dall'inizio previsto delle prove, Crawford si defilò dal progetto. Attoniti e disperati, i quattro valutarono le poche opzioni che erano loro rimaste, ma, nonostante le rassicurazioni di Stevens, erano ormai scettici e scoraggiati sulle possibilità di realizzazione del musical. Allora Sondheim contattò il suo vecchio amico e produttore Harold Prince, che pure stava in quel periodo incontrando delle difficoltà col musical New Girl in Town. Prince chiese di inviare a lui e al suo collaboratore Robert Griffith il libretto di West Side Story. Trovandolo interessante, i due si recarono a New York per ascoltare la partitura, e ne rimasero così entusiasti che decisero di produrre l'opera.

### Allestimento
Subito dopo l'apertura di New Girl in Town, nel maggio 1957, Prince e Griffith si misero al lavoro di West Side Story, avviando la ricerca fondi, il casting, la campagna pubblicitaria e gli accordi teatrali. Sulla base della loro influenza e reputazione, furono in grado di assicurarsi i 300 000 dollari necessari all'allestimento del musical in appena una settimana. Poco prima dell'inizio delle prove Robbins annunciò a sorpresa l'intenzione di voler curare solo la regia del musical e non le coreografie. Prince lo invitò a riconsiderare, affermando che il suo talento da coreografo era uno dei motivi principali per cui aveva deciso di produrre lo spettacolo e che senza la sua partecipazione non era più sicuro che avrebbe voluto continuare l'impegno. Infine Robbins acconsentì al doppio incarico, negoziando in cambio con Prince quattro settimane di prove aggiuntive oltre le quattro canoniche, tre pianisti per le prove e l'ingaggio di un aiuto coreografo.
Gli autori avevano concordato fin dall'inizio che il cast del musical si sarebbe dovuto comporre di giovani poco affermati o sconosciuti, affinché nessuna star oscurasse la vicenda e per dare una rappresentazione il più possibile autentica dei ragazzi di strada, acerbi e immaturi, che gli attori erano chiamati a interpretare. Per questo si presentarono alle audizioni centinaia di ragazzi in età scolastica, ballerini e cantanti amatoriali. Ciononostante, vista la complessità e struttura dell'opera, erano necessari performer che fossero in grado sia di recitare, sia di cantare, sia di ballare in modo soddisfacente. Infine, vista la difficoltà di trovare candidati versati in tutti questi aspetti, il focus fu posto maggiormente sul ballo, perché le coreografie di Robbins erano impegnative, e Bernstein riteneva che delle voci non allenate avrebbero veicolato meglio la spontaneità, l'irriverenza e l'ingenuità dei brani.
(Leonard Bernstein)
Molto tempo e attenzione richiese il casting dei personaggi principali. Carol Lawrence nei panni di Maria e Chita Rivera come Anita vennero preferite rispettivamente ad Anna Maria Alberghetti e Anita Ellis in quanto entrambe erano migliori ballerine. Larry Kert, che era venuto a conoscenza del casting tramite Rivera e che aveva svolto numerosi provini per Bernardo e Riff, venne infine scelto per il ruolo di Tony dopo che Sondheim lo convinse a fare un'audizione della scena del balcone insieme a Lawrence.
Per le prove venne affittato il Chester Hale Studio, un locale di Manhattan in 55th Street. Conosciuto per il suo perfezionismo e per i suoi metodi di lavoro intensi e inflessibili, Robbins prese in mano le redini del progetto come regista-coreografo. Egli scelse di applicare i dettami del method acting, richiedendo al cast di immergersi completamente nelle figure che dovevano interpretare. A tal fine separò fisicamente sul set e durante le sessioni di prove gli attori che avrebbero interpretato gli Sharks e i Jets, in modo da impedire loro di fraternizzare e da sviluppare un senso di comunità e appartenenza nei due diversi gruppi di ballerini, nonché una certa rivalità tra gli uni e gli altri. Come costante promemoria dei livelli di violenza che dovevano simulare sul palco, Robbins era solito affiggere sulle bacheche dello studio estratti di giornale con articoli su casi di delinquenza giovanile e scontri tra gang di New York che avvenivano in quel periodo. Inizialmente i membri del cast, che per la maggior parte erano ballerini con pochissima esperienza, furono entusiasti del fatto di essere trattati come veri attori, ma sia loro sia gli autori constatarono poi che Robbins probabilmente esagerò, portando agli estremi il suo metodo di lavoro: sul set era esigente e severo, e se non era soddisfatto tendeva a mettere in ridicolo il malcapitato davanti a tutto il gruppo, cosa che avveniva frequentemente anche perché spesso aveva dfficoltà a spiegare che cosa voleva di preciso dagli attori. Per ridurre il carico di lavoro di Robbins, l'aiuto regista Gerald Freeman e Laurents si presero carico di una parte delle prove in sessioni separate, mentre l'aiuto coreografo Peter Gennaro curò le coreografie degli Sharks.
Le otto settimane di prove si rivelarono infine decisive e necessarie per la grande quantità di scene ballate che avevano bisogno di prove e per affinare le capacità e l'affiatamento del gruppo. Grazie alla collaborazione di tutti si riuscì a ottenere la performance voluta. In questa fase avvennero gli ultimi sostanziosi cambiamenti al musical, alcuni dei quali musicati e coreografati in tempo di record. Così che quando si iniziò il pre-tour l'opera e il cast erano così ben delineati che ci furono pochissimi cambiamenti, contrariamente alla norma delle produzioni di Broadway.
(Arthur Laurents)
Nel frattempo Bernstein supervisionava le prove musicali con il cast, e a fine giugno iniziò il lavoro all'orchestrazione. Sapendo di non poterla seguire personalmente a causa di impegni in Sud America e Israele in autunno che lo avrebbero tenuto lontano dagli Stati Uniti, richiese i collaboratori Sid Ramin e Irwin Kostal. I due si mantennero fedelmente alle scrupolose direttive di Bernstein, che decise di incorporare anche alcuni dei loro suggerimenti. La strumentazione venne fatta per un'orchestra di circa trenta elementi. L'interdipendenza tra musiche e coreografie comportò una stretta collaborazione sul set tra Bernstein e Robbins, che portò a occasionali tensioni tra i due perché Robbins richiedeva o operava continuamente modifiche alla partitura. Bernstein in particolare espresse disappunto per la rimozione di diversi passaggi musicali dalla sua colonna sonora, che il resto della troupe avvertiva come troppo poetici, complessi e "operistici".
Irene Sharaff si occupò dei costumi, per i quali vennero stanziati 65 000 dollari. Per ricreare il look da strada dei Jets, Sharaff decise di impiegare dei jeans realizzati con un tessuto e una lavorazione particolari, che, benché costosi, conferivano loro dei riflessi variegati e cangianti. La scenografia creata da Oliver Smith aveva dei bellissimi fondali per le scene ballate, ma risultava troppo scabra, stilizzata e angusta per le scene più intime e narrativamente importanti. I produttori Prince e Griffith non erano però intenzionati a concedere fondi extra per rifarla, quindi ci si limitò a modificare qualcosa con risultati non del tutto soddisfacenti. Un aneddoto frequentemente citato è che il set della stanza di Maria non presentava un'apertura per far uscire il letto per la successiva scena del balletto di Somewhere, e, quando anche i carpentieri affermarono che non era possibile modificare la scenografia, Robbins si fece portare una sega e creò di persona un varco sotto gli occhi di Smith.
Autori e produttori si accordarono su cinque settimane di prove aperte (tryouts o out-of-town tour), tre a Washington e due a Filadelfia, prima dell'apertura a Broadway al Winter Garden Theatre fissata per il 26 settembre 1957. L'esordio avvenne il 10 agosto al National Theatre di Washington davanti a un pubblico di addetti ai lavori senza costumi né scenografia, e il 19 agosto lo spettacolo vero e proprio. Nonostante i timori dei quattro fu un successo.
(Leonard Bernstein)
Nessuna delle recensioni all'esordio menzionò però Sondheim come co-creatore dei testi, che, ancora poco conosciuto, venne eclissato dal più affermato Bernstein. Al momento di stipulare i contratti e stampare i cartelloni, Bernstein rinunciò allora alla sua menzione da co-paroliere, riconoscendo l'apporto fondamentale di Sondheim e al fine di favorire l'inizio della carriera a Broadway del giovane collega. Anche se non era sicuro di voler ricevere tutto il credito per dei testi della qualità dei quali non si sentiva pienamente soddisfatto, Sondheim finì per accettare, lusingato dalla generosità del gesto. Robbins richiese per sé oltre ai riconoscimenti da direttore e coreografo anche la formulazione "da un'idea di", e di far apparire sul cartellone il suo nome in risalto in un riquadro a parte dagli altri tre colleghi. Sebbene il progetto originario di un adattamento moderno di Romeo e Giulietta fosse effettivamente nato da Robbins, fu solo grazie all'apporto fondamentale di Bernstein e Laurents che West Side Story prese la forma conosciuta, motivo per il quale Laurents richiese all'amico di rinunciare alla menzione, che appariva esagerata e fuorviante, ma Robbins replicò che era troppo importante per lui. I rapporti tra Robbins e gli altri tre autori, che già erano stati messi a dura prova dal comportamento del regista-coreografo durante le prove, si deteriorarono ulteriormente in seguito a questa presa di posizione. Robbins si prese sempre più libertà con il musical durante il pre-tour, effettuando modifiche non concordate alla musica, ai tempi scenici e all'allestimento, che dimostravano uno scarso rispetto per l'opera e per il lavoro dei colleghi, al fine di ingigantire l'impatto delle "sue" scene, come il balletto del secondo atto. Fu così che quello che era iniziato come un felice sodalizio si concluse lasciando dell'amaro in bocca ai creatori, e il giorno della prima a Broadway nessuno dei tre rivolgeva la parola a Robbins.

## Rappresentazioni

### Broadway
West Side Story aprì al National Theatre di Washington il 19 agosto 1957 e vi restò tre settimane come prima tappa del rodaggio verso New York, seguito poi da due settimane all'Erlanger Theatre di Filadelfia. Il debutto a Broadway avvenne infine il 26 settembre 1957 al Winter Garden Theatre. L'allestimento era prodotto da Harold Prince e Robert Griffith, diretto e coreografato da Jerome Robbins, Irene Sharaff curò i costumi, Oliver Smith le scenografie e Jean Rosenthal le luci. Il cast originale comprendeva: Larry Kert (Tony), Carol Lawrence (Maria), Chita Rivera (Anita), David Winters (Baby John), Marilyn Cooper (Rosalia), Michael Callan (Riff), Jaime Sánchez (Chino), Tony Mordente (A-rab), Grover Dale (Snowboy), Tommy Abbott (Gee-Tar) e Reri Grist (Consuelo). Il musical fu candidato nel 1958 a sei Tony Award, tra cui miglior musical, e ne vinse due: miglior coreografia e miglior scenografia. Il direttore d'orchestra Max Goberman fu nominato per la direzione musicale, e la Lawrence ricevette una candidatura al Tony Award alla miglior attrice protagonista in un musical, oltre a vincere il Theatre World Award per la sua interpretazione nel ruolo di Maria. Lo spettacolo rimase in scena per 732 repliche, fino al 27 giugno 1959. Il 1º luglio si imbarcò in un tour nazionale con debutto a Denver e tappe a Los Angeles, San Francisco, Chicago, Detroit, Cincinnati, Cleveland, Baltimora, Filadelfia e Boston. Il tour terminò il 27 aprile 1960 nuovamente al Winter Garden Theatre di New York, dove rimase in cartellone per altre 249 repliche fino al 10 dicembre dello stesso anno. Dopo vari cambi di cast, Kert e Lawrence tornarono ad interpretare gli sfortunati amanti, mentre Allyn Ann McLerie aveva sostituito Chita Rivera nel ruolo di Anita.
Il musical venne riproposto varie volte a Broadway. Il primo revival fu portato al New York City Center dalla Light Opera Company per 31 repliche dall'8 aprile al 3 maggio 1964. L'allestimento era diretto da Gerald Freedman, con nuove coreografie di Tom Abbott, e il cast comprendeva Don McKay (Tony), Julia Migenes (Maria) e Luba Lisa (Anita). Nel giugno 1968 il Musical Theater del Lincoln Center e Richard Rodgers produssero una nuova ripresa in scena al New York State Theater: la produzione, diretta e coreografata da Lee Theodore e che vide il ritorno di Oliver Smith alla scenografia, rimase in scena per 89 repliche fino al settembre dello stesso anno, con Kurt Peterson nel ruolo di Tony e Victoria Mallory in quello di Maria.
Robbins ridiresse e coreografò una nuova produzione del musical in scena al Minskoff Theatre di New York nel 1980, con Gerald Freedman come co-regista per le scene non musicali. Il revival riprendeva la scenografia, le luci e i costumi originali e rimase in scena per 333 repliche, dal 14 febbraio al 30 novembre 1980. Il cast comprendeva: Ken Marshall (Tony), Josie de Guzman (Maria), Debbie Allen (Anita), Brent Barrett (Diesel), Stephen Bogardus (Mouth Piece) e Reed Jones (Big Deal). L'allestimento fu candidato a tre Tony Award: miglior revival di un musical e miglior attrice non protagonista in un musical, per de Guzman e Allen; la Allen vinse il Drama Desk Award per la sua interpretazione di Anita. Tutti e tre i revival ebbero solo un moderato successo.
Nel 2008, oltre cinquant'anni dopo l'uscita originale, Laurents concepì e diresse una nuova ripresa del musical con diversi elementi innovativi, per adattarlo alla mutata sensibilità del teatro statunitense del ventunesimo secolo. Ritenendo che la prospettiva fosse troppo sbilanciata dalla parte dei bianchi Jets, l'autore ricercò degli attori latini per interpretare le parti dei portoricani e inserì nel libretto testi e dialoghi in spagnolo, a cura di Lin-Manuel Miranda: A Boy Like That divenne quindi Un Hombre Asi, e I Feel Pretty fu tradotta in Me Siento Hermosa. Laurents fornì anche la sua personale interpretazione dell'opera, modificando alcune parti che non lo convincevano fin dal concepimento del musical: scelse quindi di porre una maggiore enfasi sulla narrazione, modificò alcune coreografie e cambiò il finale, ritenuto poco plausibile, in modo che i soli Jets trasportino il corpo di Tony. Per interpretare i protagonisti vennero scelti Matt Cavenaugh (Tony), Josefina Scaglione (Maria) e Karen Olivo (Anita). Dopo un rodaggio a Washington dal 15 dicembre 2008 al 17 gennaio 2009, il revival iniziò con anteprime al Palace Theatre di Broadway dal 23 febbraio, e debuttò infine il 19 marzo 2009. Ad agosto le liriche di A Boy Like That e I Feel Pretty furono riportate all'originale inglese, ma i pezzi cantati dagli Sharks in Tonight (Quintet) furono lasciati in spagnolo. La produzione fu candidata a quattro Tony Award e due Drama Desk Award, Karen Olivo vinse il Tony Award alla miglior attrice non protagonista in un musical e Josefina Scaglione il Theatre World Award. Il musical rimase in cartellone per 748 repliche e 27 anteprime, chiudendo il 2 gennaio 2011, e fu un successo commerciale.
Nel 2020 West Side Story tornò in scena al Broadway Theatre con anteprime dal 10 dicembre 2019 e la prima ufficiale il 20 febbraio 2020. Il revival venne diretto da Ivo van Hove, coreografato da Anne Teresa De Keersmaeker e scenografato da Jan Versweyveld, mentre il cast era composto da: Isaac Powell (Tony), Shereen Pimentel (Maria), Yasenia Ayala (Anita), Thomas Jay Ryan (Schrank), Ben Cook (Riff) e Amar Ramasar (Bernardo). Van Hove concepì una versione modernizzata e contemporanea dell'opera, con una scenografia minimale corredata da grandi schermi su cui venivano proiettati video, immagini e ingrandimenti dei volti degli attori. Fu il primo revival di Broadway del musical senza le coreografie originali, che vennero sostituite da movimenti e balli più aggressivi e spontanei, infusi con elementi hip-hop e latini. Per il ruolo dei Jets furono scelti per la prima volta attori non solo bianchi. Il regista decise inoltre di fare alcuni tagli al libretto e di rimuovere I Feel Pretty e la sequenza del balletto di Somewhere, rendendo il musical un atto unico della durata di 105 minuti, in modo da rafforzare l'idea della corsa dei personaggi verso il loro destino e «da rimuovere ogni leggerezza che avrebbe potuto stemperare l'imponente tragedia a venire». Il revival ricevette recensioni contrastanti dalla critica: l'innovativo approccio al materiale originale raccolse sia plausi che critiche, molto apprezzati furono il cast multietnico e le nuove coreografie, mentre fu giudicato in parte negativamente il tono troppo cupo e l'eccessivo utilizzo di video e proiezioni. Lo spettacolo fu interrotto l'11 marzo 2020 a causa della pandemia di COVID-19, dopo 78 anteprime e 24 repliche. Ad agosto 2021 venne reso noto che la produzione non sarebbe ripresa.

### Produzioni internazionali
Il musical è stato rappresentato in tutto il mondo, in parte nella versione originale in inglese, spesso messa in scena da compagnie impegnate in grandi tour internazionali, e in parte in versioni tradotte nelle diverse lingue.
Il debutto al West End di Londra avvenne il 12 dicembre 1958 all'Her Majesty's Theatre, dopo una serie di anteprime alla Manchester Opera House. Robbins tornò a dirigere e coreografare, assistito da Peter Gennaro, mentre i costumi della Sharaff e le scenografie di Smith furono nuovamente utilizzati. Il cast iniziale era composto da: Marlys Watters (Maria), Don McKay (Tony), Chita Rivera (Anita), George Chakiris (Riff), Susan Watson (Velma); Chakiris avrebbe poi recitato anche nel film, nel ruolo di Bernardo, vincendo l'Oscar al miglior attore non protagonista. L'allestimento rimase in cartellone fino al 10 giugno 1961, per un totale di 1039 repliche, superando in questo modo anche la durata della produzione originale di Broadway. L'opera venne poi riproposta altre volte al West End.
La prima versione in italiano fu tradotta da Michele Renzullo e adattata da Saverio Marconi. Venne messa in scena nella stagione 1995-1996 dalla Compagnia della Rancia, con Annalena Lombardi nel ruolo di Maria e Leandro Amato in quello di Tony. Una nuova versione, che manteneva le canzoni in inglese e i dialoghi in italiano, tradotti da Franco Travaglio, venne prodotta da World Entertainment Company, diretta da Federico Bellone e rappresentata a Milano, Genova e Firenze tra il 2016 e il 2019. Il cast comprendeva Luca Giacomelli Ferrarini (Tony) ed Eleonora Facchini (Maria).

## Registrazioni
West Side Story andò incontro a delle difficoltà nel produrre un'incisione discografica del musical, in quanto sulle prime Columbia Records non voleva registrare l'album reputando la partitura troppo difficile da apprezzare e scarsamente commerciabile. Gli stessi produttori dello spettacolo rinunciarono ai loro diritti sulla musica e questi tornarono allora ai quattro autori, incluso Laurents, segnando la prima volta che uno sceneggiatore riceveva i diritti anche per la musica tratta da un suo libretto. In seguito, con la pubblicazione della registrazione del cast originale e soprattutto con l'uscita dell'album della colonna sonora del film del 1961, entrambi divennero dei successi commerciali e apparve chiaro che la musica dell'opera era amata e popolare.
Si contano oltre trecento registrazioni di West Side Story. Queste includono album registrati dai cast dei vari allestimenti; album contenenti la colonna sonora dei film tratti dal musical; e riarrangiamenti di artisti, gruppi e orchestre, spesso in stili diversi come jazz o sinfonico, dell'intera colonna sonora o solo di una parte, oltre a singole cover. Gli album principali sono:
- 1957 - West Side Story (Original Broadway Cast Recording), registrazione in studio da parte del cast originale di Broadway, diretta da Max Goberman ed edita da Columbia Records[131]. Rimasterizzata nel 1998 in un CD che contiene anche la suite orchestrale Symphonic Dances from West Side Story[132].
- 1959 - West Side Story, riarrangiamento jazz di Manny Albam, suonato da un ensemble, diretto da Albam ed edito da Coral Records[133].
- 1961 - Symphonic Dances from West Side Story, una suite orchestrale composta e diretta da Bernstein alla sua prima registrazione di musica tratta da West Side Story. È composta da una selezione di nove brani riarrangiati e in ordine diverso dall'originale. Bernstein tornò ad avvalersi di Sid Ramin e Irwin Kostal per l'orchestrazione, eseguita dalla New York Philharmonic Orchestra ed edita da Columbia Records[134][135]. La suite è diventata uno standard di musica per orchestra[136] e figura tra le composizioni di Bernstein più eseguite e popolari[137].
- 1961 - West Side Story, album contenente la colonna sonora del film West Side Story, edito da Columbia Masterworks, diretto da Johnny Green e registrato dal cast, con Marni Nixon nel ruolo di Maria e Jimmy Bryant in quello di Tony[129]. Ha vinto il Grammy Award for Best Sound Track Album or Recording of Original Cast From a Motion Picture or Television ai Grammy Awards 1962[138].
- 1961 - Kenton's West Side Story, versione jazz registrata da Stan Kenton e dalla sua orchestra ed edita da Capitol Records. Ha vinto il Grammy Award for Best Jazz Performance – Large Group (Instrumental) ai Grammy Awards 1962[138].
- 1985 - Leonard Bernstein Conducts West Side Story, la prima registrazione integrale del musical diretta da Bernstein ed edita da Deutsche Grammophon. Egli decise di focalizzarsi sulla musica e sul canto, e risulta una versione più operistica. Si tratta di una registrazione in studio con orchestra e cantanti lirici nei panni dei protagonisti: Kiri Te Kanawa nel ruolo di Maria, José Carreras in quello di Tony, Tatiana Troyanos come Anita, Kurt Ollmann come Riff, mentre Marilyn Horne canta Somewhere[139]. Questa versione ha vinto il Grammy Award al miglior album di un musical teatrale nel 1986. Il processo di registrazione è stato filmato come documentario e distribuito col titolo di The Making of West Side Story dalla BBC. Il documentario ha vinto il Robert Flaherty Documentary Award (Television) ai Premi BAFTA 1986 e un Prix Italia[140][141].
- 1993 - West Side Story, una registrazione del musical a cura della National Symphony Orchestra e del cast dell'allestimento tenutosi al Leicester Haymarket Theatre nel 1992, diretto da John Owen Edwards ed edito da TER[131]. L'edizione in due dischi è la prima registrazione a contenere la colonna sonora completa, inclusa l'Overture[142].
- 1995 - West Side Story (Versione italiana), registrazione della versione in italiano messa in scena dalla Compagnia della Rancia ed edita da Carisch[143].
- 1996 - The Songs of West Side Story, album tributo composto da cover delle canzoni del musical reinterpretate da cantanti affermati, tra cui: A Boy Like That cantata da Selena, The Jet Song da Brian Setzer, America da Patti LaBelle, Natalie Cole e Sheila E., I Feel Pretty da Little Richard, e due versioni di Somewhere interpretate da Aretha Franklin e Phil Collins. Edito da RCA Victor[144].
- 2007 - A Place for Us: A Tribute to 50 Years of West Side Story, album tributo per i cinquant'anni dell'opera contenente cover dei brani realizzati in precedenza da vari artisti, tra cui Julie Andrews, Barbra Streisand, Hugh Panaro, Kristin Chenoweth e Brian Stokes Mitchell. Edito da Sony Masterworks[145].
- 2007 - West Side Story, registrazione in studio per i cinquant'anni dell'opera, edita da Decca Records e diretta da Nick Ingman. Il cast è composto da cantanti lirici e comprende Hayley Westenra nei panni di Maria e Vittorio Grigolo nel ruolo di Tony[146]. È stato candidato al Grammy Award al miglior album di uno spettacolo musical ai Grammy Awards 2008[147].
- 2009 - West Side Story (The New Broadway Cast Recording), registrazione in studio da parte del cast del revival 2009 di Broadway, diretta da Patrick Viccariello ed edita da Sony Masterworks[131]. Ha vinto il Grammy Award al miglior album di uno spettacolo musical ai Grammy Awards 2010[148].
- 2014 - West Side Story, registrazione dal vivo del concerto del 2013 della San Francisco Symphony, diretta da Michael Tilson Thomas, con Cheyenne Jackson nel ruolo di Tony e Alexandra Silber in quello di Maria, edita da SFS Media[149]. È stata candidata ai Grammy Awards 2015[150].
- 2021 - West Side Story, album contenente la colonna sonora del film West Side Story, edito da Hollywood Records, diretto da Gustavo Dudamel e registrato dal cast. Comprende una versione de La Borinqueña cantata da David Alvarez nei panni di Bernardo e dagli Sharks[151].

## Cultura di massa
Nel 1968 il gruppo rock inglese The Nice pubblicò su 45 giri una versione strumentale di America, inserendo nell'arrangiamento citazioni dalla Sinfonia n. 9 in Mi Minore op. 95 Dal nuovo mondo di Antonín Dvořák, ispirata anch'essa all'America. Il brano comparve in seguito anche sull'album Elegy (1970), pubblicato dopo lo scioglimento del gruppo. Lo stesso Bernstein criticò molto la reinterpretazione del suo brano e per lungo tempo si oppose personalmente alla sua pubblicazione, arrivando anche a chiedere il bando del complesso dalle sale da concerto americane.
Nel 1969 il gruppo rock progressivo Yes pubblicò, come lato B di un singolo, una versione del brano Something's Coming, mescolandovi citazioni da America e Tonight. Il cantante americano Tom Waits incluse una versione di Somewhere nel disco Blue Valentine, pubblicato nel 1978.
Nel 1972 il gruppo hard rock Alice Cooper, nell'album School's Out, incluse una parte significativa di Jet Song nel brano Gutter Cat vs the Jets, che descrive uno scontro fra bande di strada. Il tema di Jet Song fa da coda anche al brano conclusivo dell'album, Grande Finale.
Nel 1997 i Pet Shop Boys, durante il loro concerto al teatro Savoy di Londra, eseguirono una propria versione del brano Somewhere. Il brano fu poi pubblicato come singolo, divenendo un successo nel Regno Unito.
La trama del film fornisce spunti, sebbene senza accezioni drammatiche, a film come High School Musical (2006) e Teen Beach Movie (2013).
Nella serie televisiva Glee, il musical è causa di faida tra Rachel Berry e Mercedes Jones, amiche rivali nel glee club, che cercano di ottenere la parte della protagonista. Inoltre al musical è dedicato un intero episodio: La prima volta.

## Adattamenti cinematografici

### Film di Jerome Robbins e Robert Wise
Nel 1961 Jerome Robbins e Robert Wise girarono l'omonimo adattamento cinematografico del musical, con Natalie Wood, Richard Beymer, Rita Moreno, George Chakiris e Russ Tamblyn nel cast. Il film vinse dieci Oscar, tra cui miglior film, e Rita Moreno divenne la prima attrice latinoamericana a vincere un Oscar, alla miglior attrice non protagonista. Le doti canore di Moreno, Wood, Beymer e Tamblyn furono giudicate insufficienti e i quattro furono rispettivamente doppiati da Betty Wand, Marni Nixon, Jimmy Bryant e Tucker Smith.
Il film presenta alcune differenze rispetto al musical teatrale: Tonight ha luogo dopo America (in cui furono cambiate alcune parole), Diesel fu ribattezzato Ice e il suo ruolo fu ingrandito: nel film è Ice a cantare Cool e a succedere a Riff come capo dei Jets.

### Film di Steven Spielberg
Tony Kushner ha scritto la sceneggiatura per un nuovo adattamento cinematografico per la regia di Steven Spielberg. La sceneggiatura di Kushner prevede una maggiore fedeltà al libretto di Laurents rispetto al film del 1961. Il cast comprende Ansel Elgort nel ruolo di Tony, Rachel Zegler in quello di Maria, David Alvarez nella parte di Bernardo e Ariana DeBose in quella di Anita. L'uscita del film, originariamente prevista per il 18 dicembre 2020, a causa pandemia di COVID-19, è slittata al 10 dicembre 2021, in corrispondenza con il 60º anniversario dell'uscita del film di Wise e Robbins.

## Premi e riconoscimenti

### Broadway, 1957
| Anno | Premio              | Categoria                                  | Candidato       | Risultato       |
| ---- | ------------------- | ------------------------------------------ | --------------- | --------------- |
| 1958 | Theatre World Award | Theatre World Award                        | Carol Lawrence  | Vincitore/trice |
| 1958 | Tony Award          | Miglior musical                            | Miglior musical | Candidato/a     |
| 1958 | Tony Award          | Miglior attrice protagonista in un musical | Carol Lawrence  | Candidato/a     |
| 1958 | Tony Award          | Miglior coreografia                        | Jerome Robbins  | Vincitore/trice |
| 1958 | Tony Award          | Miglior scenografia                        | Oliver Smith    | Vincitore/trice |
| 1958 | Tony Award          | Migliori costumi                           | Irene Sharaff   | Candidato/a     |
| 1958 | Tony Award          | Miglior direttore d'orchestra              | Max Goberman    | Candidato/a     |

### Broadway, 1964
| Anno | Premio     | Categoria                        | Candidato                                | Risultato   |
| ---- | ---------- | -------------------------------- | ---------------------------------------- | ----------- |
| 1964 | Tony Award | Miglior produttore di un musical | New York City Center Light Opera Company | Candidato/a |
| 1964 | Tony Award | Miglior direttore d'orchestra    | Charles Jaffe                            | Candidato/a |

### Londra, 2008
| Anno | Premio                 | Categoria                     | Candidato                     | Risultato   |
| ---- | ---------------------- | ----------------------------- | ----------------------------- | ----------- |
| 2009 | Laurence Olivier Award | Miglior revival di un musical | Miglior revival di un musical | Candidato/a |
| 2009 | Laurence Olivier Award | Best attrice in un musical    | Sofia Escobar                 | Candidato/a |

### Broadway, 2009
| Anno | Premio              | Categoria                                      | Candidato                     | Risultato       |
| ---- | ------------------- | ---------------------------------------------- | ----------------------------- | --------------- |
| 2009 | Tony Award          | Miglior revival di un musical                  | Miglior revival di un musical | Candidato/a     |
| 2009 | Tony Award          | Miglior attrice protagonista in un musical     | Josefina Scaglione            | Candidato/a     |
| 2009 | Tony Award          | Miglior attrice non protagonista in un musical | Karen Olivo                   | Vincitore/trice |
| 2009 | Tony Award          | Miglior Lighting Design                        | Howell Binkley                | Candidato/a     |
| 2009 | Drama Desk Award    | Miglior revival di un musical                  | Miglior revival di un musical | Candidato/a     |
| 2009 | Drama Desk Award    | Miglior attrice non protagonista in un musical | Karen Olivo                   | Candidato/a     |
| 2009 | Theatre World Award | Theatre World Award                            | Josefina Scaglione            | Vincitore/trice |

### Broadway, 2019
| Anno | Premio             | Categoria                                      | Candidato                     | Risultato       |
| ---- | ------------------ | ---------------------------------------------- | ----------------------------- | --------------- |
| 2020 | Drama Desk Award   | Miglior revival di un musical                  | Miglior revival di un musical | Candidato/a     |
| 2020 | Drama Desk Award   | Miglior attrice non protagonista in un musical | Yesenia Ayala                 | Candidato/a     |
| 2020 | Drama Desk Award   | Migliori coreografie                           | Anne Teresa De Keersmaeker    | Candidato/a     |
| 2020 | Drama Desk Award   | Migliori orchestrazioni                        | Jonathan Tunick               | Candidato/a     |
| 2020 | Drama Desk Award   | Migliori proiezioni                            | Luke Halls                    | Vincitore/trice |
| 2020 | Drama Desk Award   | Miglior sound design di un musical             | Tom Gibbons                   | Candidato/a     |
| 2020 | Drama League Award | Miglior revival di un musical                  | Miglior revival di un musical | Candidato/a     |
| 2020 | Drama League Award | Miglior performance in un musical              | Isaac Powell                  | Candidato/a     |